# 格雷厄姆·达兹
格雷厄姆·达兹（英語：Graham Dadds，1911年3月16日—1980年3月8日），英国前男子曲棍球运动员。他曾代表英国国家队参加1952年夏季奥林匹克运动会曲棍球比赛，结果队伍获得一枚铜牌。